# No Fantasy Required
No Fantasy Required è un album in studio di Tiga, pubblicato il 5 marzo 2016.

## Tracce
Versione standard
1. No Fantasy Required – 4:34
2. Make Me Fall in Love – 5:42
3. 3 Rules – 3:03
4. Having So Much Fun – 2:57
5. Tell Me Your Secret – 4:29
6. Always – 4:36
7. Planet E – 3:21
8. Plush – 6:42
9. Bugatti – 5:21
10. Don't Break My Heart – 3:50
11. Blondes Have More Fun – 5:26

Durata totale: 50:01
Versione speciale per iTunes
1. You Gonna Want Me – 3:58
2. (Far from) Home – 2:42
3. Bugatti (featuring Pusha T) – 3:32
4. Bugatti (Music Video) – 3:17